# Oriente 2da. Sección, Paraíso
Oriente 2da. Sección är en ort i Mexiko.   Den ligger i kommunen Paraíso och delstaten Tabasco, i den sydöstra delen av landet, 600 km öster om huvudstaden Mexico City. Oriente 2da. Sección ligger 13 meter över havet och antalet invånare är 1 220.
Terrängen runt Oriente 2da. Sección är mycket platt. Runt Oriente 2da. Sección är det ganska tätbefolkat, med 179 invånare per kvadratkilometer. Närmaste större samhälle är Comalcalco, 8,4 km sydväst om Oriente 2da. Sección. Omgivningarna runt Oriente 2da. Sección är en mosaik av jordbruksmark och naturlig växtlighet.